# Crotalus tzabcan
Crotalus tzabcan là một loài rắn trong họ Rắn lục. Loài này được Klauber mô tả khoa học đầu tiên năm 1952.

## Hình ảnh

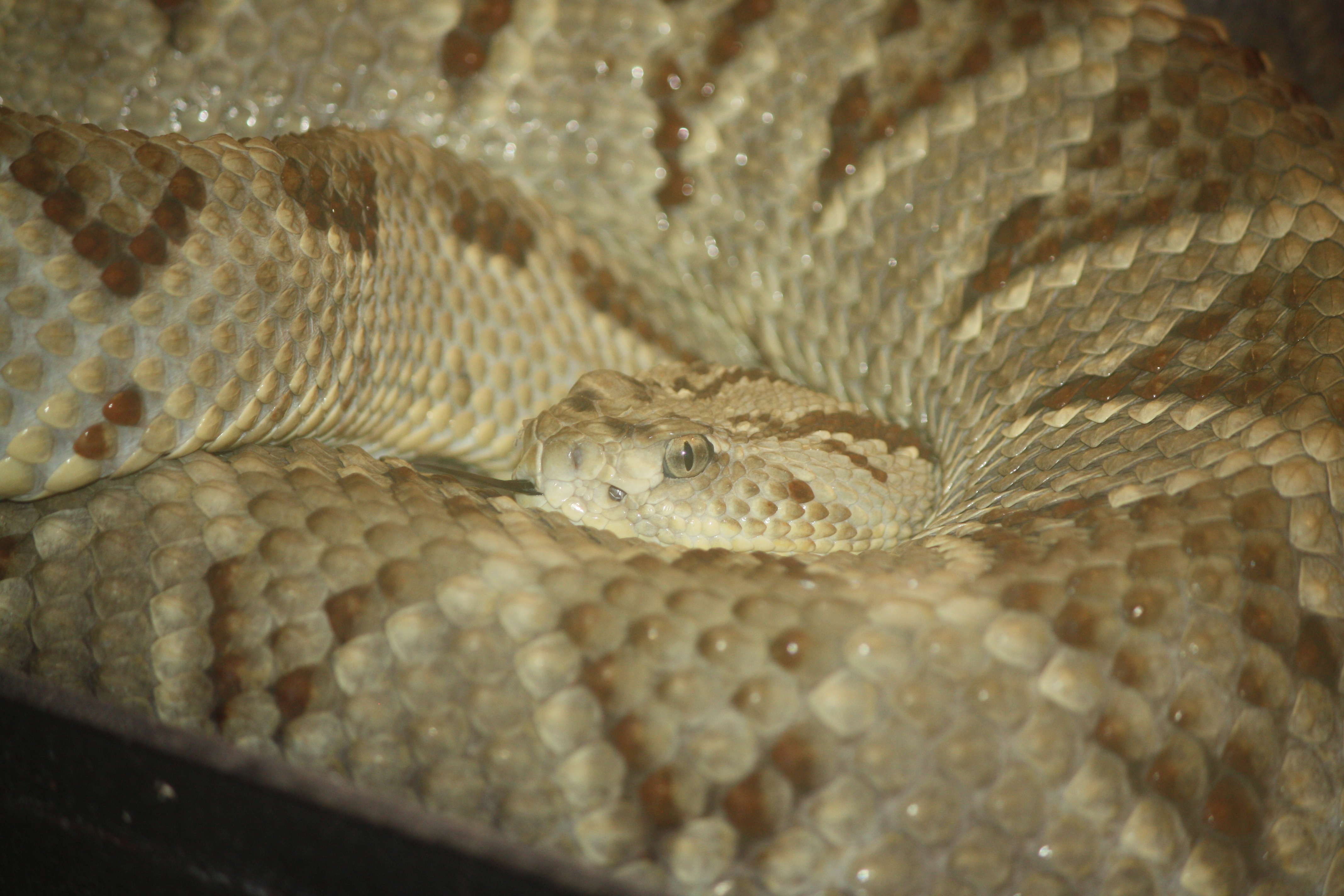
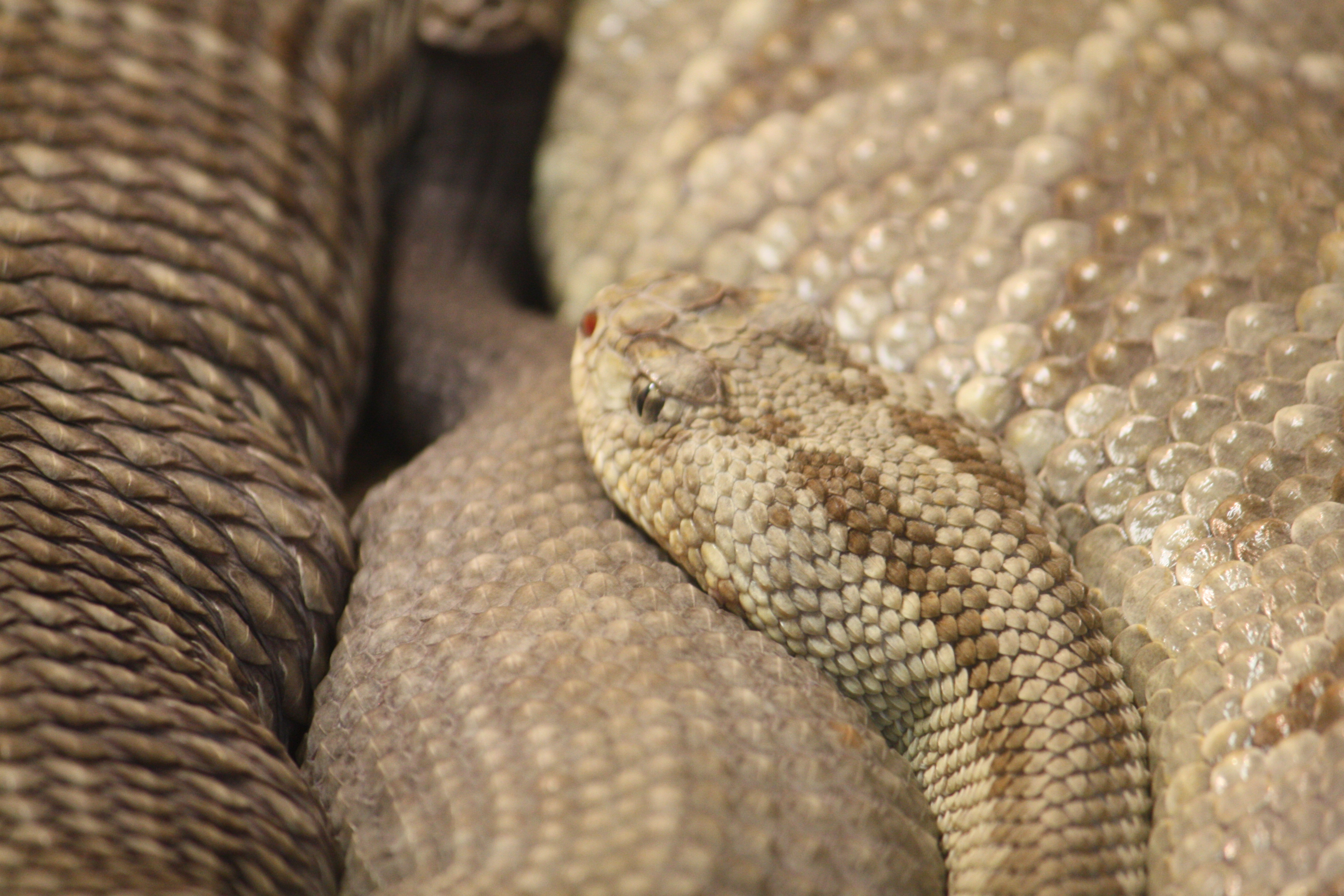